# Aronchupa
Aron Michael Ekberg, mer känd som AronChupa, född 30 mars 1991 i Gustav Adolfs församling i Borås, är en svensk musikproducent, låtskrivare och artist. 

## Biografi
Ekberg startade sin professionella musikkarriär i bandet Albatraoz, som han grundade 2012 tillsammans med fyra vänner. Aliaset "AronChupa" som betyder i princip "Aron suger" gavs av en portugisisk bekant för att användas i en radiojingel. Ekberg skrev och producerade musiken till bandet som släppte sin debutsingel 2013 med samma namn, "Albatraoz", som snabbt blev en hit i Sverige. Låten låg på top 100 på Spotify i hela 18 veckor. I juni 2013 blev bandet signat av Sony Music. Några månader senare hade singeln sålt dubbel platina och spelats över 21 miljoner gånger på Spotify.
I samband med låtens uppgång signade Ekberg även sitt soloprojekt 'AronChupa' till Sony Music.
År 2014 slog AronChupa igenom internationellt med sin solodebutsingel "I'm an Albatraoz". Orsaken till att han gjorde soloprojektet var en önskan att producera mer elektronisk musik, medan gruppen Albatraoz var mer inriktad på rap och hip hop. I samband med singelsläppet nämnde Aron att han var inspirerad av elektroswing och han nämner specifikt Parov Stelar. Videon till låten släpptes 13 oktober 2014 och blev även den en stor internationell succé med över 1.1 miljard visningar på YouTube. På låten och videon sjunger hans yngre syster Nora Ekberg, mer känd som Little Sis Nora. Låten har över 350 miljoner spelningar på Spotify och platina-försäljning.
Ekberg är från Borås och har ofta med sin syster Nora (Little Sis Nora) som sångerska i sina låtar och som skådespelerska i sina musikvideor. Ekberg regisserar ofta själv sina videos och författar manusen samt producerar dem med hjälp av sitt eget produktionsbolag, House of Albatraoz. En av syskonens låtar, "Little Swing", ingår i den amerikanska Marvel-tv-serien Runaways (2017-2018).
I en intervju år 2018 nämner Nora att åren runt genombrottet år 2014 var tunga och att det finns en viss press på dem: "det handlar ju hela tiden om att göra mera material, att komma med nya saker och nya låtar och att man ska fortsätta att leverera".

## Diskografi

### Singlar
- 2014 - I'm an Albatraoz - AronChupa, Little Sis Nora
- 2014 - Drop in the ocean - OMI feat. AronChupa
- 2015 - Fired Cuz I Was Late - AronChupa
- 2016 - Little Swing - AronChupa feat. Little Sis Nora
- 2016 - She Wants Me Dead - CAZZETTE, AronChupa, The High
- 2016 - Little Swing (Acoustic Live Edit) - AronChupa, Little Sis Nora
- 2016 - Grandpas Groove - Parov Stelar, AronChupa
- 2016 - Grandpas Groove (AronChupa Edit) - Parov Stelar, AronChupa, Little Sis Nora
- 2016 - Bad Water - AronChupa feat. J & The People
- 2017 - Llama In My Living Room - AronChupa, Little Sis Nora
- 2017 - (Don't Fight It) Feel It (AronChupa Edit) [La Vida Nuestra Soundtrack] - AronChupa
- 2017 - Yea Mi Na [Club Mix] - AronChupa feat. Emil Ernebro
- 2018 - Rave in the Grave -  AronChupa, Little Sis Nora
- 2019 - Hole in the Roof - AronChupa, Little Sis Nora
- 2020 - Thai Massage -  AronChupa, Little Sis Nora
- 2020 -  First Class Jazz - AronChupa
- 2020 - The Woodchuck Song - AronChupa, Little Sis Nora
- 2020 - The Woodchuck Song - Hard Remix - AronChupa, Little Sis Nora
- 2020 - The Woodchuck Song - Funk Remix - AronChupa, Little Sis Nora
- 2020 - What Was in That Glass -  AronChupa, Little Sis Nora
- 2020 - What Was in That Glass (Horror Edit) - AronChupa, Little Sis Nora
- 2021 - Trombone - AronChupa, Little Sis Nora
- 2021 - MDMA - AronChupa, Little Sis Nora
- 2021 - Rave in My Garage - AronChupa, Little Sis Nora
- 2022 - Limousine - AronChupa, Little Sis Nora

### EP
- 2020 - I'm the Santa Claoz

## Listplaceringar
| År   | Namn             | Listplacering Sverige (Sverigetopplistan) | Antal veckor |
| ---- | ---------------- | ----------------------------------------- | ------------ |
| 2014 | I'm an Albatraoz | 1                                         | 1            |